# ロシア連邦道路M2
ロシア連邦道路 M2（ロシアれんぽうどうろM2、ロシア語: Федеральная автомобильная дорога М-2 «Крым»）または連邦道路クリミアは、ロシア連邦のモスクワとウクライナ、クリミア連邦管区のヤルタを結ぶロシア連邦道路である。モスクワ州、トゥーラ州、オリョール州、クルスク州、ベルゴロド州を経由し、クリミア共和国に至る。総距離は720km。E105号線の一部。2014年まではモスクワからクリミア半島に向かう行楽客が多く利用していたが、同年のウクライナ南東部の政情不安（2014年クリミア危機等）により交通量は激減し、ロシアの南北連絡道路としての役割はロシア連邦道路M4などに移っている。

## 路線状況

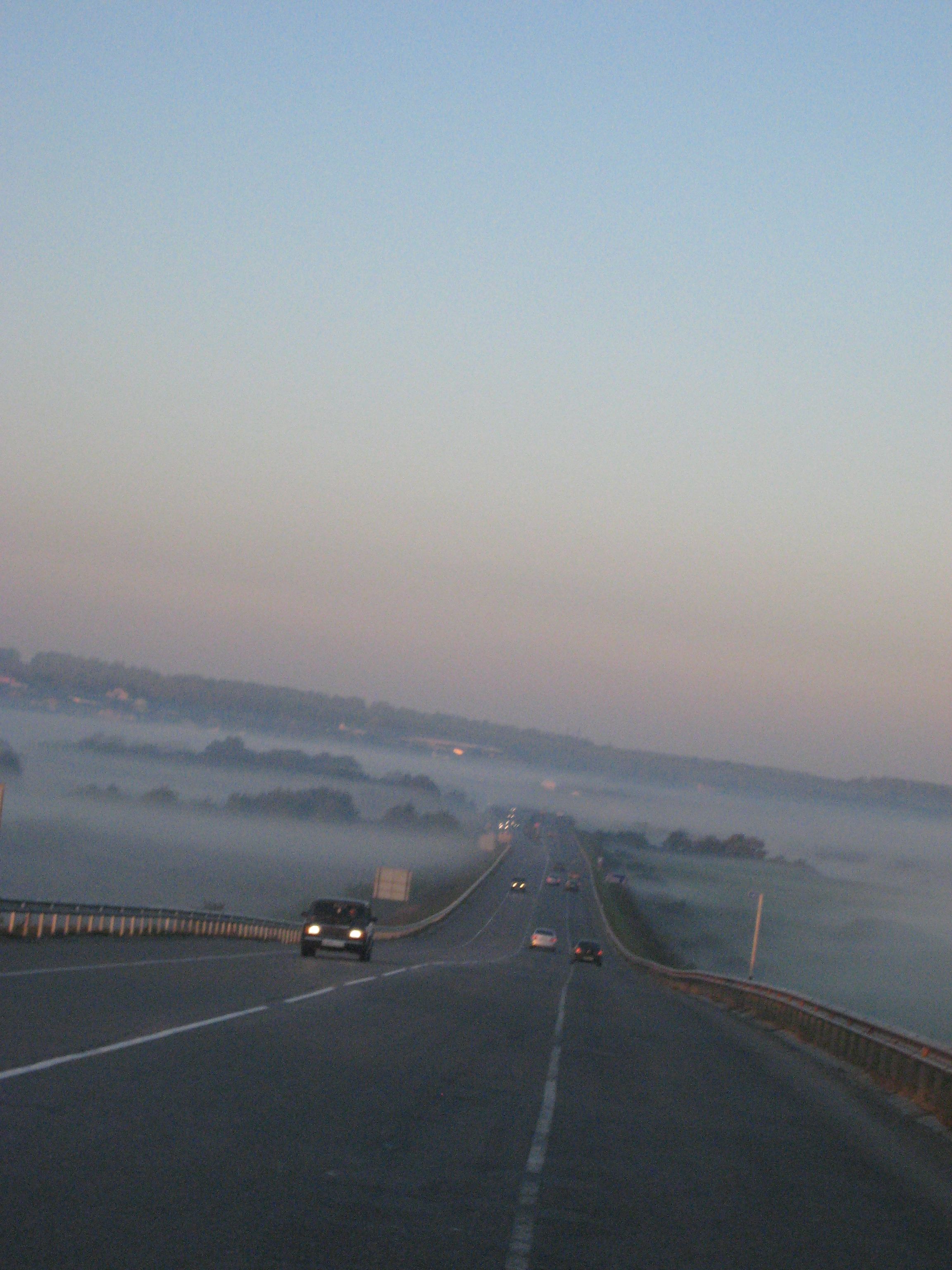
182km付近

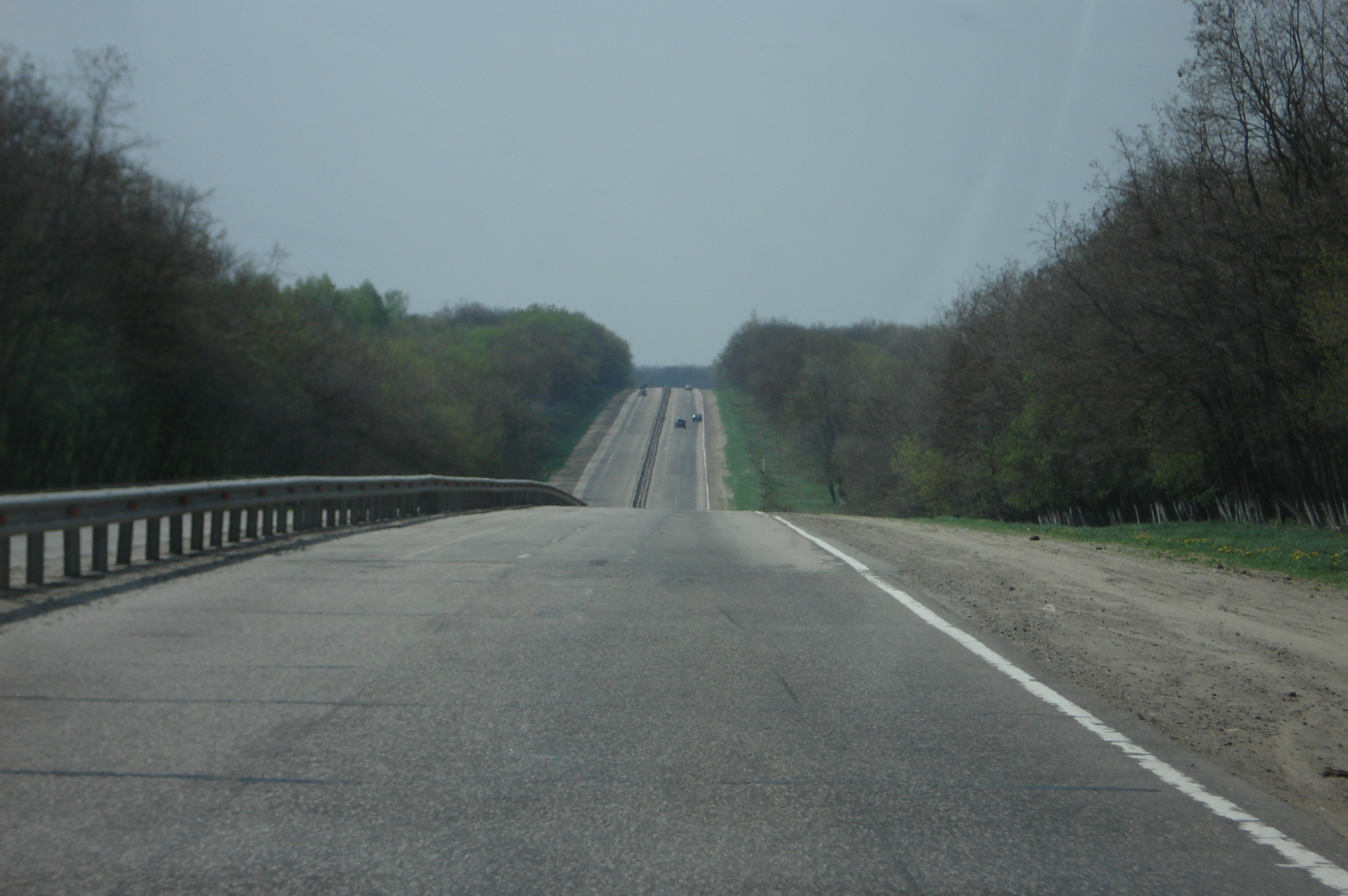
ウクライナ国境付近

道路はモスクワからウクライナ国境までの720km。全線アスファルトまたはコンクリートで舗装されている。ワルシャワ高速道路とモスクワ環状道路の交差点に始まり、シェルビンスキ、ポドリスク、クリモフスクといったモスクワ州南部の都市を通る。モスクワ内環状道路（ロシア連邦道路A107）との交差点まで3車線ずつの6車線で、ポドリスクまでのバイパスでは4車線ずつの8車線である。その先は2車線ずつの4車線となり、チェーホフ、セルプホフを通って83km地点でモスクワ外環状道路（ロシア連邦道路A108）と交差する。トゥーラ州に入ると155km地点で旧M2と合流するため、そこから先はほぼ2～3車線ずつとなる。トゥーラへのバイパスはロシア連邦道路P132と合流する。その後オリョール州に入り、ムツェンスクを経由してオリョールに入る。オリョールの周辺は工場や鉄道が多いため、制限速度は60km/hとなる。クロミーを通過した後、トロスノでキエフ方面に向かうロシア連邦道路A142/E391号線と分かれる。クルスク州に入るとファテシュを経由してクルスクに入り、オボジャンを通る。次にベルゴロド州に入り、ベルゴロドを経由して南西に向かい、ウクライナとの国境に着く。ウクライナではハリコフに向かうM20幹線道路、ハリコフからザポリージャを経由しシンフェロポリ、ヤルタへ向かうM18幹線道路に続いている。